# Aguli
Aguli, maleni lezginski narod u Dagestanu u agulskom, derbentskom i kurahskom rajonu, preko 18,000 pripadnika. Tradicionalno ratari i uzgajivači stoke. Aguli su i umješni kožari, u radu u kamenu i tkanju ćilima. Po religiji su muslimani-suniti. Jezik im pripada lezginskoj podskupini sjeveroistone kavakaske ili nahsko-dagestanke porodice, a piše se na prilagođenoj ćirilici. 
Među Agulima postoji podjela na 4 lokalne grupe: Aguldere (Агулдере), Kurahdere (Курахдере), Hušandere (Хушандере) i Hpjukdere (Хпюкдере) koje žive u 4 kanjona. Šesnaest od njihovih 21 naselja, uključujući najveći tpig nalaze se u dolini Aguldere koja se smatra originalno domovinom Agula.
O ranoj povijesti Agula nema drugih zapisa osi da su bili stočari. Prema arheološkim materijalima sakupljenih iz srednjovjekovnih nalazišta u blizini suvremenih aula (tip utvrđenog naselja) Tpig (Тпиг), Riča (Рича), Burkihan (Буркихан) i Hudita (Худита), glavna agulska preokupacija u ranom srednjem vijeku bila je intenzivna zemljoradnja na terasastim poljima.
Obitelj kod Agula tradicionalno je proširena (15 do 20 članova) a stariji muškarac, otac ili najstariji brat glava je obitelji. Organizirani su po tukkhumima od kojih svaki ima svoje pašnjake i polja za obrađivanje. Tukkhum je endogaman, a ženidba van njega je rijetka, što je karakteristika plemena a ne klana.

## Vanjske poveznice
- Агулы - Россия, Russia
- Aghuls